# 伊藤達哉
伊藤 達哉（いとう たつや、1997年6月26日 - ）は、東京都台東区出身のプロサッカー選手。Jリーグ・川崎フロンターレ所属。ポジションはフォワード（FW）。

## 来歴
小学生の頃から柏レイソルの下部組織に所属。2014年4月にUAEで開催されたアル・アインインターナショナルジュニアチャンピオンシップでは、グループリーグのハンブルガーSV戦でマン・オブ・ザ・マッチに選出されるなど準優勝に貢献し、大会MVPを受賞した。
2015年7月13日、ハンブルガーSVに3年契約で入団することが発表された。ハンブルガー側の要望により高校卒業前からチームに合流するため、通学していた日本体育大学柏高等学校では早期卒業の特例措置が取られ、柏レイソルには満額のトレーニング・コンペンセーション（育成費）が支払われた。
2017-18シーズンになるとハンブルガーSVの2軍に当たるU-23チームでレギュラーを獲得してトップチームの練習にも参加した。9月25日、第6節のバイエル・レバークーゼン戦で途中から出場からトップチームデビューを果たした。続く9月30日、第6節のヴェルダー・ブレーメン戦でトップチーム初先発を飾った。53分に足をつって途中交代となったが、観客から伊藤を称えスタンディング・オーベーションの大歓声が起こった。12月14日、ハンブルガーSVとの契約を2021年まで延長したことが発表された。2018年4月7日、第29節のシャルケ04戦では初のフル出場を果たして得点を演出した。
2019年8月、ジュピラー・プロ・リーグ（ベルギー1部）のシント＝トロイデンへ完全移籍。
2022年1月21日、3. リーガ（ドイツ3部）の1.FCマクデブルクに期限付き移籍することが発表された。同シーズンにクラブの2部昇格に貢献した。ハンブルガー時代の恩師、クリスティアン・ティッツに信頼され、スーパーサブとして出場機会を得た。
2023年6月21日、1.FCマクデブルクに完全移籍が決定。
2025年1月10日、川崎フロンターレに完全移籍。これで、初のJリーグとなる。

### 日本代表
2018年8月30日、キリンチャレンジカップに臨む日本代表に初招集された。Jリーグ未経験で選出されるのは宮市亮以来。しかし出場機会は無かった。2019年5月にはコパ・アメリカに臨む東京五輪世代中心で構成された日本代表に招集されたが、こちらでも出場機会は無かった。
東京オリンピックでは主軸で活躍することを期待されたが所属チームで出場機会を得られずメンバーに入ることができなかった。

## 所属クラブ
- ブルーファイターズサッカークラブ
- 2007年 - 2009年 柏レイソルU-12
- 2010年 - 2012年 柏レイソルU-15
- 2013年 - 2015年 柏レイソルU-18（日本体育大学柏高等学校）
- 2015年 - 2016年 ハンブルガーSV U-19
- 2016年 - 2017年 ハンブルガーSV II
- 2017年 - 2019年 ハンブルガーSV
- 2019年 - 2023年 シント＝トロイデン
  - 2022年 - 2023年 1.FCマクデブルク (期限付き移籍)
- 2023年 - 1.FCマクデブルク
- 2025年 - 川崎フロンターレ

## 個人成績
| 国内大会個人成績 | 国内大会個人成績   | 国内大会個人成績 | 国内大会個人成績 | 国内大会個人成績 | 国内大会個人成績 | 国内大会個人成績 | 国内大会個人成績 | 国内大会個人成績 | 国内大会個人成績 | 国内大会個人成績 | 国内大会個人成績 |
| 年度             | クラブ             | 背番号           | リーグ           | リーグ戦         | リーグ戦         | リーグ杯         | リーグ杯         | オープン杯       | オープン杯       | 期間通算         | 期間通算         |
| 年度             | クラブ             | 背番号           | リーグ           | 出場             | 得点             | 出場             | 得点             | 出場             | 得点             | 出場             | 得点             |
| ドイツ           | ドイツ             | ドイツ           | ドイツ           | リーグ戦         | リーグ戦         | リーグ杯         | リーグ杯         | DFBポカール      | DFBポカール      | 期間通算         | 期間通算         |
| ---------------- | ------------------ | ---------------- | ---------------- | ---------------- | ---------------- | ---------------- | ---------------- | ---------------- | ---------------- | ---------------- | ---------------- |
| 2017-18          | ハンブルガーSV     | 43               | 1.ブンデス       | 20               | 0                | -                | -                | 0                | 0                | 20               | 0                |
| 2018-19          | ハンブルガーSV     | 11               | 2. ブンデス      | 14               | 0                | -                | -                | 3                | 0                | 17               | 0                |
| ベルギー         | ベルギー           | ベルギー         | ベルギー         | リーグ戦         | リーグ戦         | リーグ杯         | リーグ杯         | ベルギー杯       | ベルギー杯       | 期間通算         | 期間通算         |
| 2019-20          | シント・トロイデン | 23               | ジュピラー       | 7                | 0                | -                | -                | 2                | 0                | 9                | 0                |
| 2020-21          | シント・トロイデン | 23               | ジュピラー       | 7                | 0                | -                | -                | 1                | 1                | 8                | 1                |
| 2021-22          | シント・トロイデン | 23               | ジュピラー       | 4                | 0                | -                | -                | 1                | 0                | 5                | 0                |
| ドイツ           | ドイツ             | ドイツ           | ドイツ           | リーグ戦         | リーグ戦         | リーグ杯         | リーグ杯         | DFBポカール      | DFBポカール      | 期間通算         | 期間通算         |
| 2021-22          | マクデブルク       | 37               | 3. リーガ        | 16               | 3                | -                | -                | 0                | 0                | 16               | 3                |
| 2022-23          | マクデブルク       | 37               | 2. ブンデス      | 33               | 5                | -                | -                | 1                | 0                | 34               | 5                |
| 2023-24          | マクデブルク       | 37               | 2. ブンデス      | 31               | 2                | -                | -                | 3                | 0                | 34               | 2                |
| 通算             | ドイツ             | ドイツ           | 1.ブンデス       | 20               | 0                | -                | -                | 0                | 0                | 20               | 0                |
| 通算             | ドイツ             | ドイツ           | 2. ブンデス      | 78               | 7                | -                | -                | 5                | 0                | 85               | 7                |
| 通算             | ドイツ             | ドイツ           | 3. リーガ        | 16               | 3                | -                | -                | 0                | 0                | 16               | 3                |
| 通算             | ベルギー           | ベルギー         | ジュピラー       | 18               | 0                | -                | -                | 4                | 1                | 22               | 1                |
| 総通算           | 総通算             | 総通算           | 総通算           | 132              | 10               | -                | -                | 11               | 1                | 143              | 11               |

| 2016-17 | ハンブルガーSV II | 17     | ブンデス4部 | 20 | 1 | 20 | 1 |
| 2017-18 | ハンブルガーSV II | 17     | ブンデス4部 | 9  | 1 | 9  | 1 |
| 2018-19 | ハンブルガーSV II | 11     | ブンデス4部 | 3  | 0 | 3  | 0 |
| 通算    | ドイツ            | ドイツ | ブンデス4部 | 32 | 2 | 32 | 2 |
| 総通算  | 総通算            | 総通算 | 総通算      | 32 | 2 | 32 | 2 |

出場歴
- Jリーグ初出場 - 2025年2月22日 J1第2節 柏レイソル戦 (三協フロンテア柏スタジアム)

## タイトル

### クラブ
柏レイソルU-18
- アル・アインインターナショナルジュニアチャンピオンシップ ベストチーム賞 : 2014年
- 高円宮杯U-18サッカーリーグ プレミアリーグEAST : 2014年

### 個人
- アル・アインインターナショナルジュニアチャンピオンシップ MVP : 2014年

## 代表歴
- U-21日本代表
  - スポーツ・フォー・トゥモロー（SFT）プログラム　南米・日本U-21サッカー交流（2018年）
  - ドバイカップU-23（2018年）
- U-22日本代表
  - AFC U-23選手権2020・予選（2019年）
  - トゥーロン国際大会（2019年）
- 日本代表
  - キリンチャレンジカップ（2018年）
  - コパ・アメリカ（2019年）